# Fernanda Freitas
Fernanda Freitas OM (Porto, 21 de setembro de 1972) é uma jornalista portuguesa.
Iniciou a sua experiência profissional na Rádio Press-Porto e na Rádio Paris Lisboa.
Em 1992, começou o seu percurso televisivo na RTP2, passando depois pelo Canal Noticias de Lisboa , Canal 21, SIC, onde apresentou o programa Às duas por três, entre 2002 e 2005, regressando à RTP. Colaborou e coordenou e apresentou vários programas – “Causas comuns”, “Entre nós”, “Mais Europa” “ Mudar de vida” e coordenou os conteúdos do programa "Autores", parceria SPA/ TVI.
Durante 7 anos, entre 2006 e 2013 coordenou e apresentou o programa diário "Sociedade Civil" trabalhando directamente com mais de 120 entidades da sociedade, vencendo 14 prémios e distinções.
Autora do livro “Sem Medo, Maria” — retratos da violência doméstica em Portugal" e do livro infantil "Porque não dormem os gatos?" com ilustrações de Sérgio Condeço.
Integra o Fórum da Educação para a Cidadania;
Membro fundadora do Fórum dos direitos da criança e dos jovens;
Membro fundadora da Associação de Voluntários de leitura;
Fundadora do Movimento Moda'R Mentalidades: promoção da inclusão de pessoas deficientes através da moda.
Prof.convidada na Pós Graduação em Direitos Humanos da Fac. Direito da Universidade Coimbra.
Embaixadora Nacional do Ano europeu contra a pobreza e exclusão social - 2010;
Presidente Nacional do Ano Europeu do Voluntariado-2011 ;
Embaixadora do Ano Europeu do Envelhecimento Ativo e da Solidariedade entre Gerações- 2012 .
Embaixadora do Movimento Portugal sou Eu
Ordem de Mérito Civil, 2013.
Fundadora e diretora da empresa de conteúdos e comunicação Eixo Norte Sul.
Fundadora e Presidente da Associação Nuvem Vitória, IPSS que reune mais de 850 voluntários que, todas as noites, lêem histórias de embalar às crianças internadas nas pediatrias nacionais.
Vencedora do Prémio Cidadão Europeu 2023 atribuído pelo Parlamento Europeu.
Televisão :
• Outras Margens (RTP2)
• Central Urbana (CNL)
• 21 á Conversa (Canal 21)
• Às Duas Por Três (SIC)
• Causas Comuns (2:)
• Sociedade Civil (RTP2)
• Mudar de Vida (RTP1)
• Mais Europa (RTPN)
• Autores (TVI), como Editora